# Diocesi di Nidaros
La diocesi di Nidaros è una diocesi appartenente alla Chiesa di Norvegia. L'antica diocesi fu fondata nel 1030 per poi diventare la sede arcivescovile norvegese fino al 1536 quanto il regno passò al luteranesimo e la circoscrizione fu governata prima da un sovrintendente e poi da un vescovo protestante. Rimane comunque una delle principali diocesi del Paese, e l'edificio principale è la famosa cattedrale della città di Trondheim; comprende la contea di Trøndelag. È attualmente retta dal vescovo Tor Singsaas.

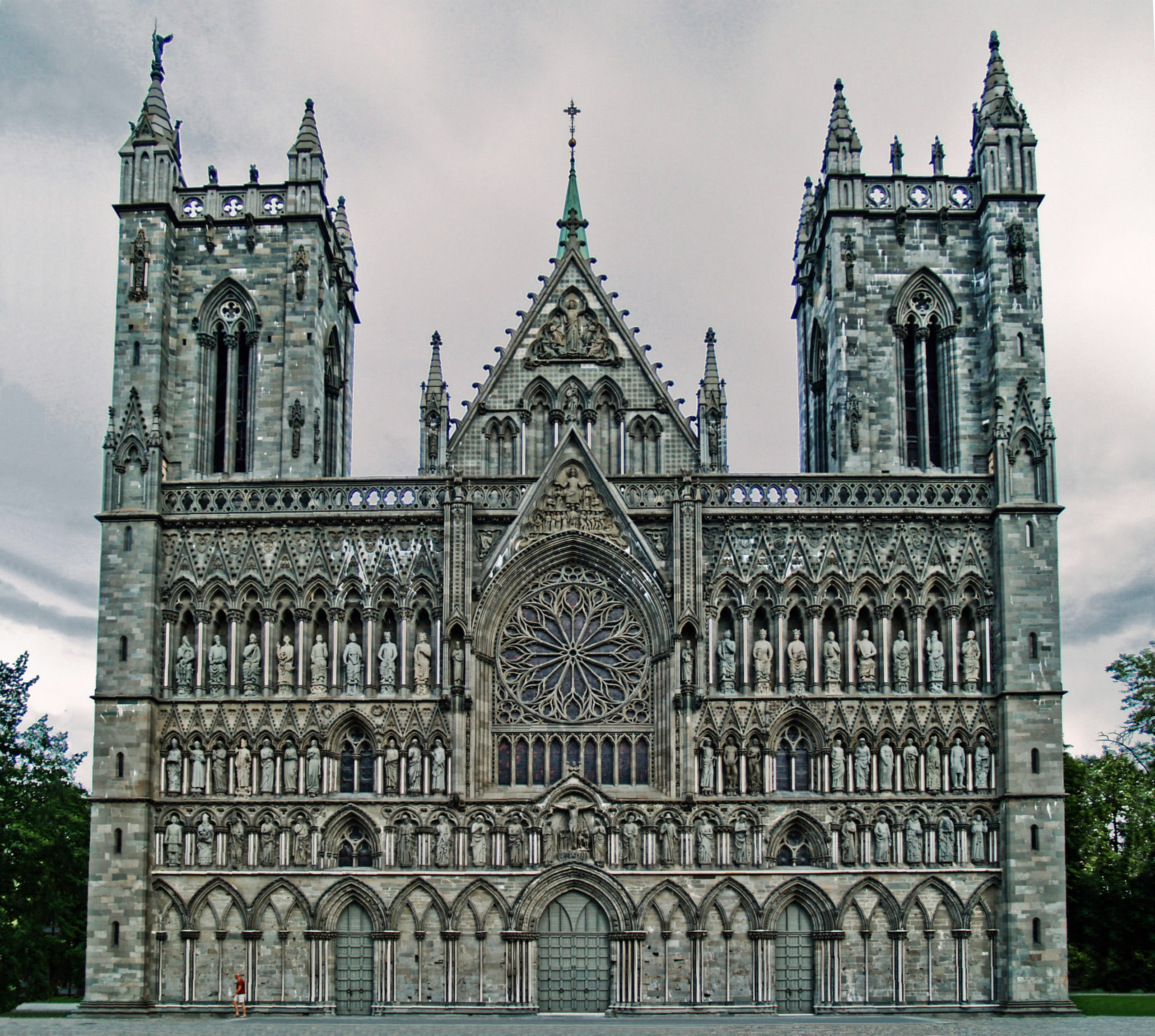
Facciata ovest della Cattedrale di Trondheim

Mappa delle diocesi della Chiesa di Norvegia

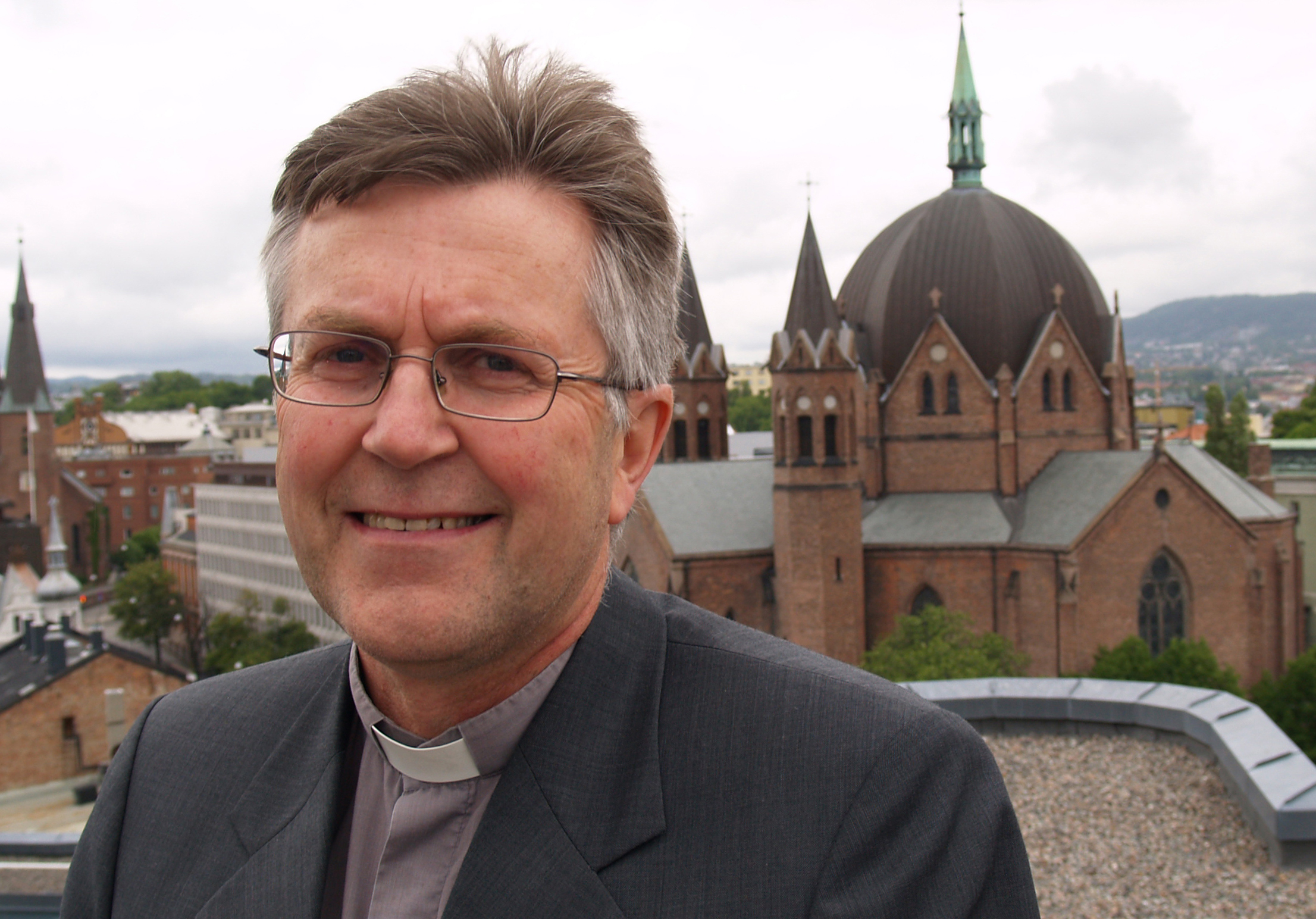
Tor Singsaas, attuale vescovo della diocesi

È suddiviso in 12 decanati (prosti in norvegese).

## Cronotassi dei vescovi
Di seguito la lista dei vescovi di Nidaros dopo la  Riforma protestante, quando la Norvegia passò dal Cattolicesimo al Luteranesimo:
- Torbjørn Bratt 1546 – 1548
- Hans Gaas 1549 – 1578
- Hans Mogenssøn 1578 – 1595
- Isak Grønbech 1596 – 1617
- Anders Arrebo 1618 – 1622
- Peder Skjelderup 1622 – 1642
- Erik Bredal 1643 – 1672
- Arnold de Fine 1672
- Erik Eriksen Pontoppidan d.e. 1673 – 1678
- Christopher Hanssen Schletter 1678 – 1688
- Peder Krog 1689 – 1731

- Eiler Hagerup d.e. 1731 – 1743
- Ludvig Harboe 1743 – 1748
- Frederik Nannestad 1748 – 1758
- Johan Ernst Gunnerus 1758 – 1773
- Marcus Fredrik Bang 1773 – 1789
- Johan Christian Schønheyder 1788 – 1803
- Peder Olivarius Bugge 1804 – 1842
- Hans Riddervold 1843 – 1849
- Hans Jørgen Darre 1849 – 1860
- Andreas Grimelund 1861 – 1883
- Niels Laache 1884 – 1892

- Johannes Nilssøn Skaar 1892 – 1905
- Vilhelm Andreas Wexelsen 1905 – 1909
- Peter W. K. Bøckman, Sr. 1909 – 1923
- Jens Gran Gleditsch 1923 – 1928
- Johan Nicolai Støren 1928 – 1942
- Arne Fjellbu 1945 – 1960
- Tord Godal 1960 – 1979
- Kristen Kyrre Bremer 1979 – 1991
- Finn Wagle 1991 – 2008
- Tor Singsaas 2008 – 2017
- Herborg Finnset dal 2017